# Nicolas Ier (pape)
Pour les articles homonymes, voir Nicolas Ier.
Nicolas Ier, dit le Grand, est le 105e pape de l'Église catholique, de son élection, le 24 avril 858, à sa mort à Rome, le 13 novembre 867. Son pontificat est considéré comme un temps fort de l'histoire de la papauté, du fait de la fermeté dont il a fait preuve à l'égard de l'empereur et des autres évêques. Canonisé, il est fêté le 13 novembre, jour de sa mort.

## Biographie
Né vers 800, Nicolas Ier est issu d'une famille de la noblesse romaine, fils d'un Theodorus, qui fut regionarius (chef d'une région de Rome). Il commence sa carrière au palais du Latran, au service du pape. Sous le pontificat de Léon IV (847–855), il est ordonné sous-diacre. À la mort de Benoît III (855–858), il est élu pape grâce à l'appui de l'empereur Louis II le Jeune. Contrairement à ses prédécesseurs, il refuse d'être sous la tutelle de l'empereur et marque son indépendance en se faisant couronner.
Durant son règne, le pape réaffirme la primauté de l'Évêque de Rome sur les autres évêques, en particulier ceux d'Occident. À plusieurs reprises, il rappelle à l'ordre des métropolites trop sûrs de leurs prérogatives. C'est ainsi qu'il excommunie en 861 l'archevêque Jean VII de Ravenne (850–878), coupable d'avoir empiété sur les prérogatives spirituelles et temporelles du pape. La même année, il est saisi par Rothade Ier (814–831), évêque de Soissons et suffragant d'Hincmar de Reims, qui a été démis de ses fonctions par un concile provincial convoqué par Hincmar, pour avoir déposé un prêtre adultère sans le déférer devant un synode. Avant que Nicolas Ier ne se soit prononcé, Rothade cherche le soutien d'autres évêques. L'archevêque de Reims estime que cette nouvelle démarche a rendu nul l'appel au pape et confirme la sanction prononcée par le concile. Nicolas Ier réagit alors fermement face à cette ingérence qui bafoue son autorité. Il adresse une lettre très sévère à Hincmar et convoque Rothalde à Rome pour juger l'affaire. Le souverain pontife rétablit l'évêque sur son siège et impose sa décision à Hincmar, de la même façon qu'il avait refusé aux évêques réunis au concile de Senlis de 863 de confirmer la déposition de Rothade.
Il n'y a pas qu'en Occident que le pape veut affirmer son autorité. En Orient, Nicolas Ier s'immisce dans le conflit entre les partisans du nouveau patriarche de Constantinople, Photios Ier et ceux de l'ancien, Ignace de Constantinople, déposé en novembre 858 par le basileus Michel III (842–867) et le césar Bardas (858–866). D'abord favorable à Photios, il envoie à Constantinople des légats pour éclaircir les circonstances de sa nomination : la mise à l'écart d'Ignace et l'élévation de Photios au patriarcat font l'objet du concile Prime-second réuni à Constantinople d'avril à septembre 861 aux conclusions duquel les légats du pape souscrivent.
Alors que ceux-ci sont en train de retourner à Rome après avoir confirmé le nouveau patriarche, les partisans d'Ignace obtiennent le soutien de Nicolas Ier, qui change de camp. Il excommunie les deux légats en 863 et suspend Photios. La rupture est définitivement consommée à cause de la concurrence de Rome et de Constantinople dans la conversion des Bulgares. En réaction à la Lettre aux Bulgares du pape, où il expose les principales divergences entre les deux Églises, Photios convoque un synode avec les autres patriarches d'Orient à l'été 867 pour juger le pape et l'excommunier.
Nicolas Ier montre également aux souverains laïques qu'il est le chef de l'Église. Il interdit ainsi lors du concile de Savonnières aux princes bretons de transformer Dol en archevêché. Mais c'est surtout dans l'affaire du divorce du roi Lothaire II de Lotharingie que son rôle d'autorité morale devient le plus manifeste, même si le roi d'Aquitaine Charles II le Chauve avait requis son arbitrage quand son frère le roi de Bavière Louis le Germanique avait envahi la Francie occidentale. Après deux ans de mariage, Lothaire II de Lotharingie répudie officiellement en 857 la reine Theutberge pour épouser sa concubine Waldrade, dont il a eu un fils, Hugues. Theutberge en appelle au pape qui réunit un concile à Metz, où il envoie en tant que légats l'archevêque de Cologne Gontier et l'archevêque de Trêves Thietgaud. Mais le concile, présidé par les légats, confirme le divorce de Lothaire à l'été 863. Le pape excommunie les archevêques de Trèves et de Cologne et casse les décisions du concile. Dans une lettre à Hincmar, il affirme la supériorité morale du souverain pontife sur le roi et c'est pourquoi il contraint Lothaire à reprendre Theutberge en 865.
Nicolas Ier est le premier à revendiquer la supériorité du pouvoir pontifical sur le pouvoir impérial, et plus largement sur tous les détenteurs du pouvoir temporel. Il peut intervenir dans leurs affaires car ils sont chrétiens et, de ce fait, dépendent de son autorité. Cette théorie nouvelle au IXe siècle s'appuie sur une série de faux documents canoniques, les fausses décrétales, peut-être données à Nicolas Ier par l'évêque Rothade de Soissons en 864. Ces fausses lettres attribuées aux papes des premiers siècles renforcent d'une part la position de l'évêque face à l'archevêque et à la puissance laïque et posent d'autre part le pape comme défenseur des évêques contre les archevêques et les grands.
Dès sa mort, Nicolas Ier est considéré comme l'un des grands papes de l'époque. Réginon de Prüm, au Xe siècle, écrit à son sujet dans sa Chronique de l'année 868 : « Depuis le bienheureux Grégoire, nul évêque élevé dans la ville de Rome sur le siège pontifical ne peut lui être comparé. ». Son culte est attesté depuis le XIVe siècle. En 1630, le pape Urbain VIII, inscrit son nom au martyrologe romain.